# كروكونازول
كروكونازول Croconazole هو دواء ذو اسم دولي غير مسجل الملكية  وهو عبارة عن مضاد فطري من مشتقات الإيميدازولات.

## الاستعمال الطبي
هو عامل مضاد للفطريات يستخدم لمنع أو علاج الالتهابات الفطرية في البشر أو الحيوانات. أي عامل مضاد للميكروبات بمعن انه يدمر الفطريات عن طريق قمع قدرتها على النمو أو التكاثر.
أظهرت النتائج العلاجية لكريم كروكونازول، عندما يطبق مرة واحدة في اليوم، هو دواء فعال وجيد التحمل لعلاج سعفة القدم، بغض النظر عن موقعه.

## وصلات خارجية
Croconazole